# アンナイル
アンナイル（Annael）は、J・R・R・トールキンの中つ国を舞台とした小説、『シルマリルの物語』、『終わらざりし物語』の登場人物。太陽の時代にミスリム山脈に住んでいた灰色エルフで、ハドル家のトゥオルを養育した。

## トゥオルの養父
アンナイルはミスリム山脈に住んでいた灰色エルフだった。かれの一族のうちニアナイス・アルノイディアドに出陣した者で生き残ったのはかれだけだった。このマイズロスの連合の敗戦の噂はドル・ローミンにも伝わり、ハドル家のフオルの妻リーアンはヒスルムの荒野をさまよい、アンナイルの一族に助けられた。かの女はアンナイルの住処に保護され、そこでフオルの息子トゥオルを生んだ。リーアンがアンナイルにトゥオルの養育を頼み、フオルを探しに行くつもりであることを告げると、アンナイルはフオルが討ち死にしたことを教えた。リーアンはアンファウグリスの死者の塚におもむき、そこで死んだ。トゥオルの少年時代にヒスルムはオークと東夷の支配するところとなり、アンナイルは一族を連れてアンドロスの洞窟に隠れ住んだ。

## ヒスルムからの脱出
トゥオルが16歳になったころ、アンナイルの一族は洞窟を捨て、ノルドールの門を抜けて南方へ避難しようとした矢先にオークと東夷の軍勢に襲われ、ちりぢりになって逃げた。しかしトゥオルは捕らわれ、東夷のロルガンの捕虜となった。三年を奴隷として過ごすと、成長したかれは番人を倒して逃げ出し、アンドロスの洞窟へと戻った。トゥオルはアンナイルから教えられていたノルドールの門を探して、四年のあいださまよい、行き会う東夷を多く殺し、そのため賞金首となった。しかしかれは門を見いださず、わずかに山中に残ったエルフたちも何も知らなかった。アンナイルとかれの一族の多くはファラスの領主キーアダンのもとにたどり着き、水の王ウルモはトゥオルの窮状を知った。ウルモはトゥオルを使ってノルドールを助けることを決めた。